# Papa Clemente VIII
Clemente VIII, in latino Clemens PP. VIII, nato Ippolito Aldobrandini (Fano, 24 febbraio 1536 – Roma, 3 marzo 1605), è stato il 231º papa della Chiesa cattolica e sovrano dello Stato Pontificio dal 1592 fino alla sua morte.

## Biografia
Nacque a Fano da Silvestro Aldobrandini, avvocato (cancelliere della Repubblica di Firenze, segretario della Repubblica di Firenze, auditore di Francesco Maria I della Rovere, governatore di Fano, vicegovernatore di Bologna e auditore di Rota a Roma), e Lesa Deti che ebbero 8 figli maschi e una femmina. Fu battezzato il 4 marzo nella cattedrale di Fano. La data di battesimo è importante perché alcune fonti sostengono che sia nato nel 1535, ma sembrerebbe difficile che all'epoca si fosse aspettato più di un anno per battezzare un bambino. 
Il padre era un avvocato fiorentino: attivo in politica, fu un esponente del partito antimediceo. Quando Cosimo I de' Medici salì al potere lo mandò in esilio (1537). Dapprima trovò ospitalità a Faenza. Qui chiese di esercitare la sua professione. Il cardinale Benedetto Accolti, arcivescovo di Ravenna, Legato della Marca Anconitana e governatore di Fano, lo nominò suo luogotenente (1535). L'Aldobrandini si trasferì quindi nella città marchigiana con la famiglia. L'anno dopo nacque Ippolito.
Gli Aldobrandini ritornarono a Faenza già un anno dopo la nascita di Ippolito. Qui il padre avviò l'attività di giureconsulto (iuris consultus). Ippolito studiò nelle università di Padova, Bologna e Perugia e si laureò in utroque iure. A Bologna ebbe come docente il cardinale Gabriele Paleotti. A Perugia conobbe il cardinale Alessandro Farnese, che lo sostenne negli studi.
Dopo la laurea iniziò la carriera professionale in ambito giuridico. Nel 1568 fu nominato uditore del camerlengo e nell'ottobre del 1569 uditore della Sacra Rota romana. Nel 1570 il fratello maggiore Giovanni veniva creato cardinale da Pio V (1566-1572). Nel 1571 accompagnò, come esperto di diritto, il cardinale Michele Bonelli, nipote del pontefice, nominato legato a latere in Spagna, Portogallo e Francia. Rimase un anno nel Paese transalpino.
Nel 1580 (tra novembre e dicembre) fu ordinato sacerdote. La sua carriera nella Curia romana fu rapida: Papa Sisto V lo nominò datario il 15 maggio 1585, e il 18 dicembre dello stesso anno cardinale presbitero con il titolo di San Pancrazio. Nel 1588 fu inviato come legato in Polonia per regolare la disputa tra il re Sigismondo III Vasa e la casa d'Asburgo.
Partecipò ai quattro conclavi che si tennero dal 1590 al 1592.

### Cronologia incarichi
- Avvocato concistoriale, sotto Pio V dal 1566 al 1572;
- Uditore della Sacra Rota nel 1569;
- Aiutante del cardinale domenicano Michele Bonelli durante una missione diplomatica in Spagna, dal 1571 al 1572;
- Segretario dei memoriali nel 1585;
- Datario di Sua Santità dal 15 maggio 1585 all'11 giugno 1586;
- Cardinale prete dal 18 dicembre 1585 al 29 gennaio 1592;
- Penitenziere Maggiore dal 12 giugno 1586 al 29 gennaio 1592;
- Legato a latere in Polonia dal 1588 al 1589;
- Eletto papa il 30 gennaio 1592.

### Il conclave del gennaio 1592

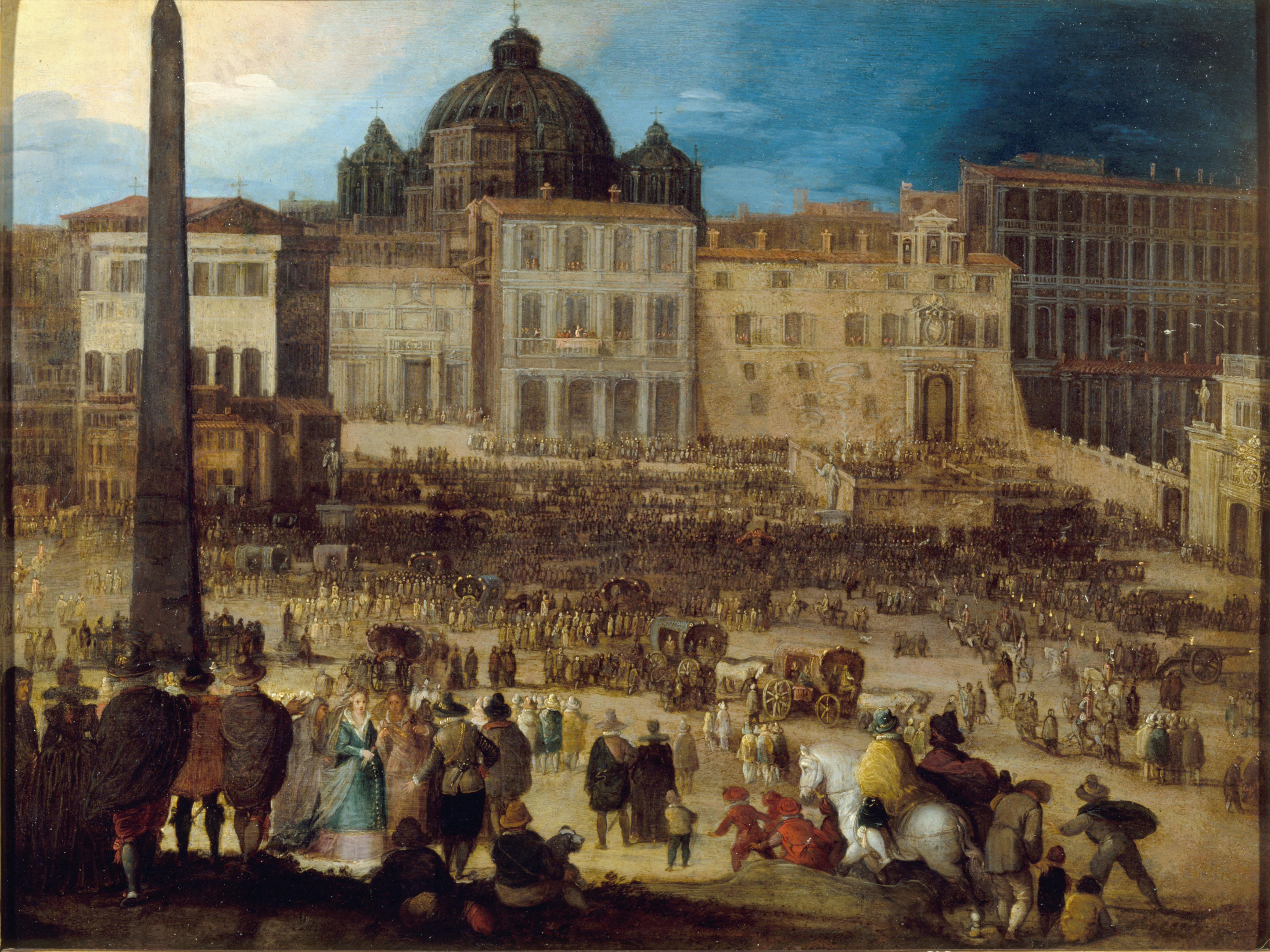
Elezione del Papa Clemente VIII, Louis de Caullery, collezione Petit Palais, Parigi.

Nell'arco di circa un anno vi erano stati tre conclavi e i cardinali erano seriamente intenzionati a eleggere un papa che potesse dare garanzie di longevità.
Il conclave si tenne dal 10 al 30 gennaio. Il Collegio cardinalizio era formato da 65 membri, ma il cardinale Juan Hurtado de Mendoza morì durante il periodo di sede apostolica vacante e dieci cardinali non parteciparono al conclave, pertanto il nuovo papa fu eletto da 54 cardinali.
La fazione spagnola puntò su Giulio Antonio Santori. Egli si avvicinò moltissimo al quorum l'11 gennaio, allorché raccolse 35 voti. Fu Ascanio Colonna, oppositore della Spagna, a dare una svolta al conclave dirigendo i voti verso l'Aldobrandini.
Clemente VIII fu eletto nel pomeriggio del 30 gennaio 1592 nel Palazzo Vaticano. Il 2 febbraio venne consacrato vescovo di Roma dal decano del Sacro Collegio Alfonso Gesualdo e il 9 fu incoronato dal cardinale protodiacono Francesco Sforza. Assunse il nome pontificale di Clemente dietro consiglio di san Filippo Neri, cui era legato da sincera amicizia (e a cui si deve, forse, la sua stessa ordinazione sacerdotale).

### Il pontificato
- Sovrintendenti generali: Pietro e Cinzio Aldobrandini (1593-1605)
- Vice-Cancelliere: Alessandro Damasceni Peretti (1589-1623)
- Camera Apostolica:
  - Camerlenghi: Enrico Caetani (1587-1599); Pietro Aldobrandini (1599-1621)
  - Tesorieri: Bartolomeo Cesi (1589-1596); Tiberio Cerasi (1596-1601); Laudivio Zacchia (1601-1605)
- Congregazioni
  - Inquisizione: Giulio Antonio Santori (1587-1602); Camillo Borghese (1602-1605)
  - Indice: ...
  - Concilio: Girolamo Mattei (1591-1603); Paolo Emilio Zacchia (1603-1605)
  - Vescovi: ...; Benedetto Giustiniani (1598-1621)
  - Consulta: Bonifazio Bevilacqua (dal 1599)
- Tribunali della Curia
  - Penitenziere Maggiore: Giulio Antonio Santorio (1592-1602); Pietro Aldobrandini (1602-1605)
  - Prefetto della Segnatura Apostolica: Paolo Emilio Sfondrati (1591-1610)
  - Decani della Rota Romana: Séraphin Olivier-Razali (1590-1602); Girolamo Pamphilj (1602-1604)
- Vicario per la diocesi di Roma: Girolamo Rusticucci (1588-1603); Camillo Borghese (1603-1605)

### Governo della Chiesa

#### Relazioni con le istituzioni della Chiesa
Curia romana
Nel 1592 il pontefice regolamentò i diritti del cardinale vicario, il cardinale a cui il papa delega il governo pastorale della diocesi di Roma.
Ordine dei Gesuiti
Nel 1596 affidò ai Gesuiti la cura della Basilica di San Vitale a Roma. Contestualmente, soppresse il titolo cardinalizio dei Santi Vitale, Valeria, Gervasio e Protasio
Carmelitani
Nel 1593 il provinciale dell'Ordine, Niccolò di Gesù-Maria Doria, ottenne dal capitolo generale la completa separazione giuridica dei carmelitani scalzi dal tronco principale dei carmelitani. Clemente VIII ratificò il voto del capitolo con la bolla Pastoralis officii (20 dicembre 1593).

#### Lotta al protestantesimo
Olanda
Nel 1592, anno di elezione di Clemente VIII, non esisteva più alcuna diocesi cattolica in Olanda. Il pontefice affidò al nunzio in Colonia, monsignor Ottavio Frangipani, la nomina di un vicario apostolico "per supplire l'assenza dei prelati". Il vicario della Missio Hollandica, Sasbout Vosmeer, ebbe nel 1602 il titolo di Filippi in partibus infidelium.
Inghilterra e Scozia
Nel 1594 morì il cardinale William Allen. Ricopriva un ruolo molto delicato: guidava la missione cattolica clandestina in Inghilterra. La scelta del suo successore si rivelò difficile. Dopo tre anni, nel 1597 il cardinal Caetani, protettore della nazione inglese, scelse l'arciprete George Blackwell. Con una lettera gli affidò pieni poteri su tutto il clero cattolico inglese. Tale decisione provocò l'insoddisfazione del clero d'Inghilterra, che inviò le proprie rimostranze direttamente a Roma chiedendo al papa di modificare la scelta del Caetani. Clemente VIII confermò le direttive del cardinale con una bolla pontificia emessa il 6 aprile 1599, ordinando al clero cattolico inglese piena obbedienza al Blackwell. Seguirono due lettere all'arciprete, datate 17 agosto 1601 e 6 ottobre 1602.
Nel 1600 il pontefice approvò la fondazione del Collegio scozzese di Roma (ancora in funzione).
Svezia
Nel 1592 Sigismondo di Svezia, cattolico, aveva unito la corona di Svezia alla Confederazione polacco-lituana. Il 24 luglio 1599 Sigismondo fu deposto dal trono di Svezia dallo zio, eletto sovrano col nome di Carlo IX. La Svezia si avviò verso il protestantesimo, senza che la Santa Sede riuscisse ad esercitare alcuna influenza.

#### Decisioni ecclesiastiche generali
Il pontefice conferì al cardinale Roberto Bellarmino l'incarico di redigere un libro di agile consultazione che raccogliesse i principi della dottrina cristiana destinato ai parroci come sussidio per la loro attività pastorale. Nacquero così Dottrina cristiana breve (1597) e Dichiarazione più copiosa della dottrina cristiana (1598). Tradotti in varie lingue, rimasero in uso fino al XIX secolo.

Il 25 giugno 1599 il pontefice emanò il decreto Nullus omnino regularis disciplina, a tutela della regolare disciplina negli Ordini monastici (principalmente la clausura).
Il 19 marzo 1603 fu pubblicata la costituzione apostolica Cum ad regularem disciplinam, che stabilì un minimo di età per l'accettazione dei novizi e dei conversi in un monastero.

#### Riforme liturgiche

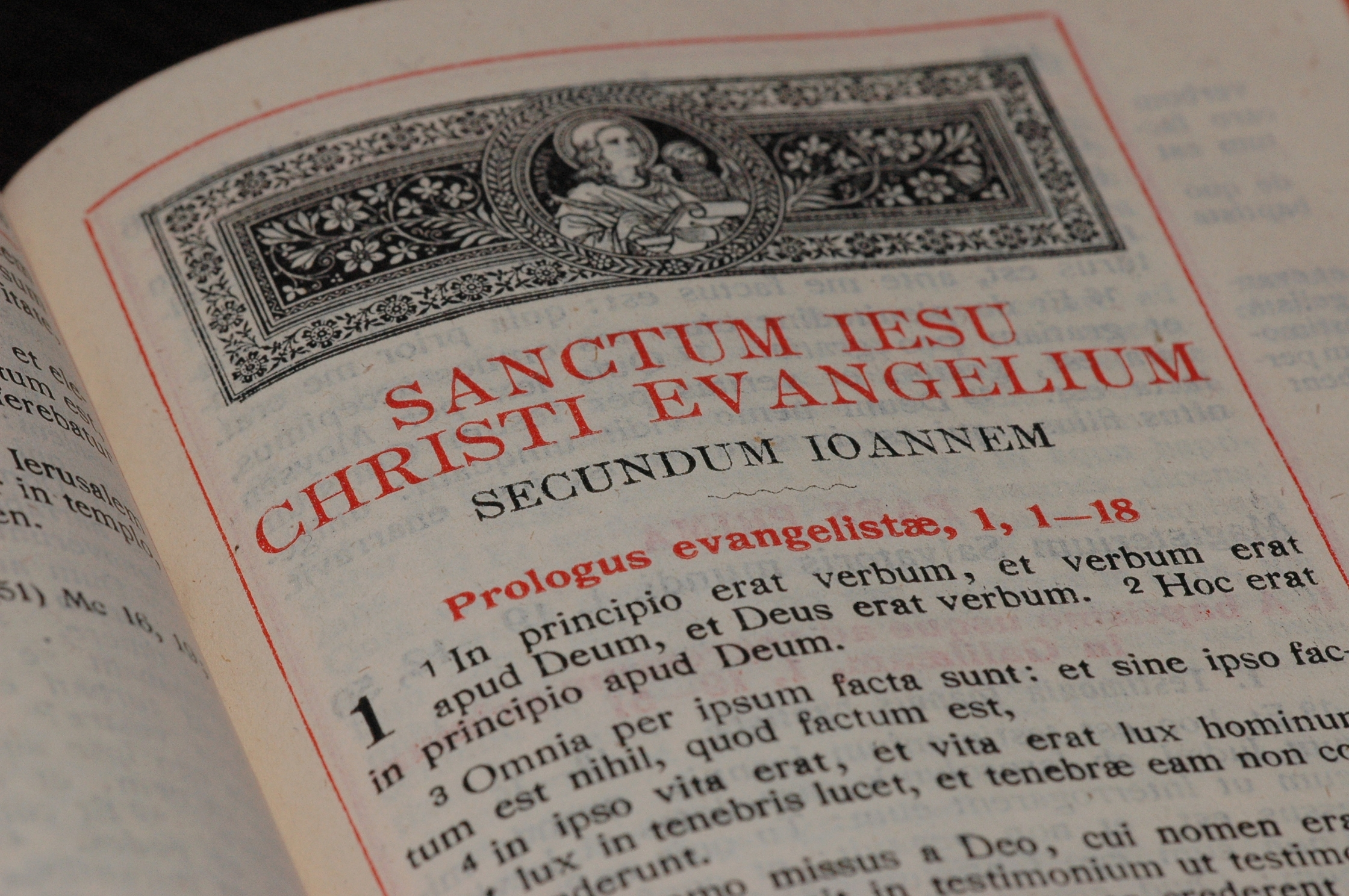
Incipit del Vangelo secondo Giovanni, Vulgata Clementina, edizione 1922.

Clemente VIII portò avanti l'opera di Sisto V (1585-90), che aveva avviato la redazione di una nuova traduzione ufficiale della Bibbia in latino. L'edizione risultante è tutt'oggi detta Vulgata Sisto-Clementina, o semplicemente Vulgata Clementina. Clemente dispose la pubblicazione di tre edizioni, uscite rispettivamente nel 1592, nel 1593 e nel 1598. La Clementina divenne dal 1592 la versione ufficiale adottata dalla Chiesa cattolica di rito latino; nel 1979 le fu accostata la Nova Vulgata, tuttavia l'edizione classica è ancora oggi quella più utilizzata negli studi storici e filologici.
Durante il pontificato clementino si ebbe la prima riedizione post-tridentina del Pontificale della Chiesa cattolica (bolla Ex quo in Ecclesia Dei del 10 febbraio 1596). Era composto da tre libri: il primo conteneva le norme liturgiche per l'Ordinazione e la Benedizione delle persone, il secondo quelle per la benedizione delle cose ed il terzo descriveva le funzioni episcopali più importanti, collegate all'anno liturgico.
Il 14 luglio 1600 (bolla Cum novissime) Clemente VIII pubblicò il primo Caeremoniale Episcoporum, cioè il libro liturgico che prescrive lo svolgimento delle funzioni religiose dei vescovi.
Nel 1604 approvò una nuova versione del Breviario e del Messale Romano. Nello stesso anno pubblicò una nuova edizione dell'Indice dei libri proibiti.
Il 25 novembre 1592, seguendo l'esempio barnabita, fece introdurre in tutte le diocesi la pratica delle Quarantore, istituita a Milano nel 1527 (bolla Graves et diuturnae, detta anche Instructio Clementina).
Nel 1582 papa Gregorio XIII aveva pubblicato la raccolta di testi canonici nota come Corpus iuris canonici. Sisto V decise di aggiornare la raccolta di leggi, inserendo le decisioni dei concili e delle più importanti Decretali degli ultimi secoli; Clemente VIII decise di portare a termine l'opera. Nel 1598 il cardinale Domenico Pinelli gli sottopose il manoscritto (da lui chiamato informalmente Liber septimus decretalium) per l'imprimatur, ma il pontefice non se la sentì di approvare la stampa, e la conseguente diffusione in tutta Europa, dell'opera.

Essa vide la luce solo nel 1870 a cura di F. Sentis, con il titolo Liber septimus decretalium Clementis VIII.
Il 19 maggio 1599, con la bolla Annus Domini placabilis, Clemente VIII annunciò il XII Giubileo. Due giorni dopo, con la bolla "Cum sancti jubilaei", sospese le altre indulgenze e il 30 ottobre inviò a tutti i vescovi il breve apostolico "Tempus acceptabile", con il quale li esortava a prepararsi al Giubileo organizzando pellegrinaggi a Roma. La Porta santa fu aperta il 31 dicembre in tutte le quattro basiliche patriarcali. Le campane di Roma suonarono a festa accompagnate dal rombo dei cannoni di Castel Sant'Angelo.
Osti, albergatori, bottegai e negozianti vennero diffidati dal rincarare i prezzi. Furono presi severi provvedimenti per la repressione del brigantaggio e del malcostume, furono vietati i festeggiamenti carnevaleschi e venne costruita una casa per ospitare vescovi e sacerdoti poveri d'oltralpe. Per quest'ultima opera la comunità ebraica di Roma offrì 500 pagliericci e coperte.
Giunsero a Roma, che contava circa 100 000 abitanti, tre milioni di pellegrini. Nel solo giorno di Pasqua ne arrivarono 200 000. Il giurista belga Franz Schott pubblicò ad Anversa una guida di viaggio per i pellegrini diretti in Italia dal titolo Itinerarium nobiliorum Italiae regionum, urbium, oppidorum, et locorum (1600), successivamente tradotta anche in italiano. Ogni pellegrino poteva lucrare l'indulgenza plenaria a patto di visitare 15 volte, se straniero, o 30 volte, se romano, le basiliche. Lo stesso Clemente VIII propose di continuo il buon esempio servendo personalmente a tavola i pellegrini, ascoltandone le confessioni, salendo in ginocchio la Scala Santa, mangiando ogni giorno con dodici poveri, visitando per 60 volte le Basiliche e recandosi di persona nei luoghi di penitenza (per verificarne le condizioni e il funzionamento). Anche i cardinali, in segno di penitenza, rinunciarono a indossare la porpora.
A causa di un attacco di gotta, che ne aveva anche ritardato l'apertura, Clemente VIII chiuse la Porta santa il 13 gennaio 1601, anziché il 31 dicembre 1600.
Nel 1601 approvò la Festa della Santa Sindone per tutti i dominii di Casa Savoia, custode del sacro telo.

#### Decisioni in materia teologica
La controversia sulla grazia divina
Nel 1597 il pontefice intervenne nella polemica scoppiata tra Gesuiti e Domenicani in Spagna. Il gesuita Luis de Molina aveva pubblicato un'opera teologica, Concordia liberi arbitrii, in cui esaltava la capacità di discernimento personale nel raggiungimento della salvezza. L'opera aveva dato avvio a vivaci discussioni. I domenicani, che si ritenevano i depositari della tradizione tomistica accusarono il Molina di eresia. Il pontefice decise di avocare a sé la questione. Nominò una speciale commissione (Congregatio de Auxiliis) che esaminò il testo del Molina alla luce della dottrina del Concilio di Trento e nel 1598 lo giudicò non conforme ad essa. Solo nel 1607, quando Clemente VIII era morto da due anni e Luis de Molina da sette, la commissione stabilì che la sua opera non era da considerarsi portatrice di dottrine eretiche.
Le condanne di Giordano Bruno, Menocchio e dei Cenci (Beatrice Cenci)
Durante il pontificato di Clemente VIII 30 persone furono condannate a morte ed arse sul rogo, il più famoso dei quali fu Giordano Bruno, la cui esecuzione si ebbe il 17 febbraio 1600 in Campo de' Fiori.  Egli non fu condannato per le sue concezioni di astronomia, ma per le opinioni in materia teologica. Nel 1583 aveva pubblicato Spaccio de la bestia trionfante, in cui si sostenevano delle dissacranti critiche contro l'ortodossia cristiana, tra cui il rifiuto della doppia natura di Cristo e dei sacramenti, descritti come «sacrosante bagattelle». Clemente VIII partecipò alla fase finale del processo invitando i giudici a procedere con la sentenza, cioè di fatto condannando a morte l'imputato.
Altro processo per eresia che ebbe grande risonanza: quello che nel 1599 vide come imputato il friulano Domenico Scandella, più noto con il diminutivo Menocchio. Anche in questo caso il Papa intervenne, tramite il cardinale Giulio Antonio Santori, per far eseguire prontamente la condanna a morte per eresia.
Sempre nel 1599, un terzo processo, questa volta per presunto parricidio, ebbe grande risonanza: quello contro la ricchissima famiglia Cenci: la nobildonna romana Beatrice Cenci, con i fratelli Giacomo e Bernardo e la matrigna Lucrezia Petroni, furono accusati di aver fatto uccidere l'anno prima il padre Francesco, personaggio violento come molti Baroni romani dell'epoca. Si disse anche che Francesco avrebbe fatto oggetto di abusi e violenze la giovanissima Beatrice. Nel caso dei Cenci, dopo un processo-farsa nel quale furono disattese diverse norme procedurali (subornazione o minacce ai testimoni, indebita imposizione della tortura, impedimento alla difesa affidata all'avvocato Prospero Farinacci di svolgere il proprio ufficio, sequestro dei beni in aperta violazione del fedecommesso Cenci), il pontefice optò per la condanna capitale, respingendo le richieste di grazia rivoltegli da più parti. Giacomo fu ucciso a mazzolate e squartato ed i quarti appesi sugli spalti di Castel Sant'Angelo; Beatrice e Lucrezia furono decapitate; il piccolo Bernardo, per la giovane età, ebbe la pena commutata a remare sulle galere pontificie a vita. Le proprietà terriere confiscate ai Cenci furono messe all'asta e finirono nelle mani del nipote, il cardinale Pietro Aldobrandini.

#### Decisioni in materia etica e morale
- Clemente VIII condannò con la scomunica la pratica del duello come metodo di risoluzione delle dispute (bolla Illius vices, 17 agosto 1592);
- Nel 1567 San Pio V aveva decretato con la bolla De salutis gregis dominici che chi partecipava alle corride incorreva automaticamente (latae sententiae) nella pena della scomunica. La bolla venne ritirata da Clemente VIII con il documento Suspectus numerus (12 gennaio 1597)[13].

#### Provvedimenti sugli ebrei
Il 25 febbraio 1593 Clemente VIII emanò la bolla Caeca et obdurata (“La cieca e ostinata”). Il papa con questa bolla ribadiva le disposizioni già adottate dal suo predecessore Pio V con la Hebraeorum gens del 1569, ossia l'espulsione di tutti gli Ebrei dallo Stato Pontificio, ad esclusione dei ghetti di Roma ed Ancona. Qualche mese dopo la pubblicazione, non avendo considerato l'importanza degli Ebrei all'interno della vita economica dello stato, lo stesso pontefice ritornò sulla sua decisione, consentendo agli Ebrei romani di poter rimanere nelle proprie case.

Il 28 febbraio dello stesso anno il pontefice emanò la bolla Cum hebraeorum malitia in cui proibiva agli ebrei il possesso del Talmud e di ogni opera della cabala.

### Evangelizzazione

#### Protezione della Chiesa cattolica in Oriente
Dal 1501 la Persia era governata dalla dinastia safavide. I re safavidi, a differenza degli Ottomani, erano tolleranti verso la religione cristiana. Interi popoli cristiani erano loro sudditi, ma non venivano perseguitati. Dal 1578 al 1590 i Safavidi furono in guerra contro gli Ottomani; questi ultimi prevalsero e conclusero una pace vantaggiosa, poiché sottrassero diversi territori agli sconfitti. Con la Pace di Costantinopoli (1590) i cristiani di Rutenia, Armenia e Georgia passarono dal dominio Safavide a quello Ottomano. La Chiesa cattolica non rimase sorda all'appello lanciato da Kiev per la protezione dei cristiani finiti sotto il dominio ottomano e Clemente VIII nel 1593 inviò un suo emissario, Alessandro de Cumulo, arciprete di San Girolamo degli Schiavoni in Roma, presso il sovrano safavide al fine di ottenere un appoggio militare contro gli Ottomani. Negli anni successivi il re di Spagna, la maggiore potenza cattolica anti-ottomana, inviò i primi missionari cattolici nel Paese asiatico. Il papa, che coltivava la speranza di convertire al cristianesimo lo scià 'Abbas I, inviò alla sua corte due missionari portoghesi, Francisco de Costa e Diego de Miranda.
Nel 1599 giunse in Europa una delegazione dello scià di Persia. Gli inviati effettuarono tre tappe principali: sostarono a Praga (una delle residenze dell'imperatore), a Roma ed a Valladolid (una delle residenze del re di Spagna). La loro accoglienza nell'Urbe fu sontuosa (5 aprile 1601). Tre membri della delegazione si convertirono al cristianesimo. Nel 1603 Clemente VIII affidò ai Carmelitani Scalzi un incarico politico-missionario, in accordo con Filippo III di Spagna. Cinque monaci (tre spagnoli e due italiani) partirono da Roma alla fine di detto anno per evangelizzare la Persia. Guidò la delegazione l'italiano Paolo Simone di Gesù Maria. Il viaggio comportò una deviazione verso la Russia, dove però due membri della delegazione perirono. La lunga missione si concluse dopo la morte del pontefice e fu gestita dal successore Paolo V.

#### Riavvicinamento delle Chiese slave
Clemente VIII promosse la rinascita della fede nelle terre di antica evangelizzazione dove, col passare del tempo, i cristiani erano diventati una minoranza: approvò la fondazione di missioni cattoliche in Persia e in Abissinia.
Il 23 dicembre 1595 i vescovi ruteni Cyril Terlecki e Hipacy Pociej, rappresentanti della Metropolia di Kiev-Halyč e di tutta la Rus' riconoscevano solennemente, nell'aula di Costantino in Vaticano, Clemente VIII come capo supremo della Chiesa. Il pontefice ufficializzò l'avvenuta unione con la costituzione apostolica Magnus Dominus et laudabilis nimis. L'anno successivo l'unione con Roma – e la conseguente rottura con la Chiesa di Costantinopoli – fu sancita dal sinodo di Brest dell'8 ottobre 1596. L'Unione di Brest segnò la fine di un lungo periodo di crisi religiosa e morale ed ebbe un'importanza decisiva per lo sviluppo di una coscienza nazionale ucraina.

#### Relazioni con le altre Chiese cristiane
Il patriarca di Alessandria d'Egitto Gabriele VIII (1590–1601) decise di convertirsi al cattolicesimo. Inviò suoi legati a Roma, che fecero professione di fede cattolica. Il suo successore, però, ritornò al credo miafisita.

### Relazioni con i monarchi europei

#### Re di Francia
Dal 1589 l'uomo forte della Francia era Enrico di Navarra. Capo del fronte ugonotto, protestante, gli si contrapponevano i cattolici coalizzati in una Lega Santa, sostenuta dal re di Spagna Filippo II. Enrico chiedeva di poter abiurare, ma dalla Santa Sede non otteneva alcuna risposta. All'inizio del suo pontificato, Clemente VIII assunse un atteggiamento prudente: una (pronta) riammissione senza condizioni nella comunione cattolica avrebbe deluso e contrariato la Spagna, principale avversario della Francia e migliore alleato della Santa Sede.
Nel 1593, senza attendere l'approvazione della Santa Sede, Enrico si convertì al cattolicesimo; l'anno successivo fu consacrato re nella cattedrale di Chartres; un mese dopo entrò a Parigi prendendo possesso della capitale. A quel punto Clemente VIII avviò delle trattative formali che portarono al riconoscimento dell'abiura da parte del sovrano francese. Il 17 settembre 1595, con una cerimonia fastosa commemorata anche da una colonna eretta in memoriam presso la Chiesa di Sant'Antonio Abate all'Esquilino (e oggi dietro Santa Maria Maggiore), Clemente VIII assolse Enrico IV.
Il pontefice prese questa decisione motu proprio (senza cioè convocare un concistoro), proprio perché la vicenda si trascinava ormai da troppi anni. Il 19 agosto 1596 Enrico IV firmò il documento con cui si riconciliava con la Chiesa cattolica davanti al legato a latere Alessandro de' Medici. Il pontefice però non ottenne né l'applicazione dei decreti tridentini né il ritorno dei gesuiti in Francia. Il vescovo francese Arnaud d'Ossat (poi creato cardinale) convinse il pontefice a non pretendere nessuna delle due misure ed, anzi, ad accettare l'alleanza tra la Francia sia con il sultano turco sia con la protestante Inghilterra.

#### Mediazione tra Francia e Spagna
La posizione di equidistanza assunta dalla Santa Sede tra le due maggiori potenze cattoliche consentì a Clemente VIII di interporsi come mediatore nel conflitto franco-spagnolo. L'azione diplomatica del pontefice condusse le due potenze ad un trattato di pace, che fu siglato il 2 maggio 1598 a Vervins. Con questo trattato i due stati tornarono entro i confini stabiliti nel 1559 dalla Pace di Cateau-Cambrésis. Successivamente la Santa Sede ristabilì le relazioni diplomatiche con la Francia.
Quando re Enrico IV emise l'Editto di Nantes (1598), accordando ai suoi sudditi la libertà di coscienza, Clemente VIII ne prese spunto per pubblicare, l'anno seguente, la bolla Dives in misericordia sua Deus, con la quale esortò i vescovi francesi a rimanere saldi nella fede cattolica e a diffonderla anche nelle città dove, negli anni precedenti l'editto, il cattolicesimo era stato quasi estirpato. L'editto di tolleranza, comunque, non consentì alla Compagnia di Gesù di fare ritorno in Francia.
Nel 1599 Clemente VIII dichiarò nullo il matrimonio contratto nel 1572 tra Enrico IV (all'epoca ugonotto) e Margherita di Valois, su richiesta dei due coniugi.

#### Mediazione tra Francia e Ducato di Savoia
Clemente VIII svolse un ruolo di mediazione nella disputa tra Enrico IV di Francia e il duca Carlo Emanuele I di Savoia. I termini del confronto erano i seguenti: il re di Francia voleva a tutti i costi il marchesato di Saluzzo, mentre il duca non aveva alcuna intenzione di cederlo. Approfittando delle nozze di Enrico IV con Maria de' Medici, il Papa inviò in Francia, il nipote, cardinale Pietro Aldobrandini, per benedire gli sposi ed avviare i negoziati di pace.
Il 17 gennaio 1601, con la firma del trattato di Lione, la disputa fu ricomposta. Carlo Emanuele cedette al Re di Francia la Bresse, il Bugey, il Valromey, Casteldelfino e altri centri minori sulla riva del Rodano; Enrico IV cedette al duca di Savoia il marchesato di Saluzzo, le piazzeforti di Centallo, Demonte, Roccasparvera e il ponte di Gresin; come ultima clausola, il Re e il Duca si restituirono le fortezze e i territori occupati durante la precedente guerra e si obbligarono a mantenere rapporti di amicizia e di buon vicinato.

#### Contrasto all'espansionismo ottomano
Clemente VIII si impegnò durante tutto il suo pontificato per la costituzione di un'alleanza di regnanti cristiani contro gli Ottomani.
Nel 1594 il pontefice riunì una Lega Santa per appoggiare l'imperatore Rodolfo II nella Lunga Guerra contro l'Impero ottomano. All'inizio degli anni novanta del XVI secolo l'Impero ottomano era giunto ad espandersi fino a toccare il cuore dell’Europa danubiana. Il Sultano aveva esteso il proprio dominio sul quaranta per cento delle terre ungheresi. I vicini principati di Moldavia, Valacchia e Transilvania erano diventati suoi tributari. Clemente VIII avviò un'intensa attività diplomatica volta a ricreare, sulla falsariga della coalizione che aveva vinto la battaglia di Lepanto, un ampio schieramento anti-ottomano comprensivo di Spagna, Venezia, Polonia, Transilvania, Moldavia e Valacchia. Strumento funzionale a tale opera fu innanzitutto la rete dei nunzi pontifici, stabile e ramificata in tutta l’Europa cristiana. Il Papa avviò un dialogo anche con il re dei Russi (ortodosso) e persino con lo scià di Persia, in quanto acerrimo nemico degli Ottomani.
Clemente VIII aveva compreso che, affinché l'alleanza avesse la forza necessaria per sconfiggere i Turchi, ne dovevano fare parte sia la Francia sia la Spagna, le due più forti potenze militari europee. I suoi sforzi per coinvolgere le due potenze in una «Santa Impresa» avevano come fine ultimo quello di formare un esercito transnazionale. Gli sforzi del pontefice non ebbero successo: Filippo II di Spagna si limitò a promettere al pontefice un sostegno finanziario, trovando troppo onerosa e impegnativa una partecipazione diretta con le forze di terra e (soprattutto) di mare; da parte sua, Enrico IV di Borbone era alleato del Sultano, in funzione antiasburgica. Neanche il progetto di occupare Costantinopoli servendosi del capo dell'esercito turco, Scipione Cicala (un genovese che, rapito dai turchi all'età di quattordici anni, aveva dovuto rinnegare la fede cristiana) trovò attuazione.
Il territorio dell'Impero Ottomano confinava con i possedimenti della Casa d'Asburgo. Gli Asburgo erano contrari a condividere con la Santa Sede il merito di un'eventuale cacciata degli Ottomani dai Balcani. La loro strategia – da Ferdinando a Rodolfo II – era improntata all'ottenimento di accordi di tregua (l'ultimo era stato stipulato nel 1590). Questi accordi, però, avevano un alto prezzo (gli Ottomani pretendevano una cospicua dote di fiorini ungheresi in cambio della pace). Non solo: durante i mesi caldi le truppe del Sultano compivano scorribande aldilà dei confini che allertavano costantemente le forze asburgiche.
Quando gli Ottomani assaltarono la fortezza di Giavarino, caposaldo strategico sulla riva destra del Danubio (luglio 1594), gli Asburgo si risolsero ad accettare l'aiuto del pontefice. Papa Clemente VIII nominò capo della spedizione militare pontificia Giovan Francesco Aldobrandini, Capitano generale della Chiesa. Aderirono all'appello di Clemente VIII i principati di Transilvania, Valacchia e Moldavia. In Italia si mobilitarono: il Ducato di Mantova, il Granducato di Toscana e la città di Bologna. Clemente VIII impose decime al clero d'Italia e riuscì a formare un esercito di diecimila fanti e seicento cavalieri. Poi incaricò i frati camilliani di curare i feriti sui campi di battaglia, ordinando la loro partenza per l'Ungheria nel 1595. I camilliani istituirono a Strigonio un ospedale da campo, con dottori e infermieri, segnalandolo con una croce rossa simbolo dell'ordine. All'assistenza spirituale dei soldati vennero comandati i gesuiti. Clemente VIII inviò tre volte in Ungheria il generale Aldobrandini a sostegno dell'imperatore Rodolfo II d’Asburgo. Le tre campagne ebbero come esito:
- la vittoriosa presa di Strigonio nel 1595;
- la conquista di Pápa e l'inconcludente assedio di Giavarino del 1597;
- la tentata liberazione di Canisa (assediata dai Turchi) nel 1601.

Il lasso di tempo che intercorse tra la seconda e la terza campagna fu dovuto al diffondersi delle epidemie di peste e colera che decimarono le truppe nonché all'insorgere di dissidi con i capitani imperiali sulla strategia da adottare. L'Aldobrandini infatti propose di liberare la città di Buda per infliggere una sconfitta decisiva agli Ottomani, ma gli imperiali non si mostrarono mai favorevoli all'impresa. 
Nel complesso l'esercito pontificio riportò due vittorie contro i Turchi. Giovan Francesco Aldobrandini morì durante la terza spedizione (17 settembre 1601), volta a liberare Canisa dall'assedio turco. Dopo la sua morte il comando dell'esercito pontificio passò a Flaminio Delfini. Però gli Asburgo decisero autonomamente di abbandonare l'assedio. I soldati papali rimasero soli sotto le mura della città. Ad essi non rimase che ritirarsi e ripiegare verso l'Italia. Alcuni storici stimano che, dei diecimila soldati impegnati nelle tre campagne, ben seimila non abbiano fatto più ritorno in patria.

La «Santa Impresa» fu la più massiccia mobilitazione di truppe pontificie al di fuori dei confini dell’Italia di tutta la storia dello Stato della Chiesa.
Questi eventi sono connessi all'apparizione delle prime forme di giornalismo. Infatti le informazioni sugli eventi in corso al fronte vennero inviate periodicamente dai campi di battaglia. Apparvero sulla piazza di Roma in fogli manoscritti. Denominati «Avvisi», riportarono gli sviluppi della guerra con i nomi dei protagonisti. L'«Avviso» della conquista di Strigonia (2 settembre 1595) arrivò a Roma il 24 settembre. Avuta la notizia, il Papa indisse una solenne processione fino a Santa Maria dell'Anima, la chiesa della comunità tedesca di Roma.

### Governo dello Stato Pontificio

#### Devoluzione del Ducato di Ferrara
Il 27 ottobre 1597 morì l'ultimo duca di Ferrara, Alfonso II d'Este. In mancanza di eredi diretti designò alla successione il cugino Cesare (figlio di Alfonso, fratello del padre Ercole II d'Este), e l'atto fu riconosciuto dall'Impero e della monarchia spagnola, ma non dalla Chiesa, in quanto lo zio Alfonso era figlio illegittimo del predecessore duca Alfonso I d'Este e di Laura Dianti. Re Enrico IV di Francia si pronunciò in favore della Santa Sede. Al fine di evitare una guerra contro la Francia, imperatore e re non esercitarono alcuna ingerenza.
Con la bolla Sanctissimus del 19 gennaio 1598 Clemente VIII dichiarò formalmente che il ducato di Ferrara era tornato alla Santa Sede attuandone di fatto la devoluzione.
Il 24 gennaio 1598 l'esercito pontificio entrò nell'ex ducato guidato da Pietro Aldobrandini, suo nipote, il primo cardinale e legato pontificio mandato a rappresentare il potere papale in città. Lo stesso pontefice, l'8 maggio 1598, accompagnato da un imponente corteo si recò in visita nella città, accolto da grande folla. Venne disposto che comunque Ferrara continuasse a nominare un proprio ambasciatore a Roma.

### Altre decisioni
Il 15 agosto 1592 con la bolla Pro commissa nobis Clemente VIII istituì la Congregazione del buon governo allo scopo di controllare più da vicino le amministrazioni dei comuni pontifici.

Nel 1603 il pontefice arruolò in Corsica 600 fanti, i quali formarono un corpo militare composto esclusivamente da córsi, con funzioni di guardia del pontefice e di milizia urbana. Fu denominato Guardia corsa papale.

Clemente VIII fu il primo a pronunciarsi su caffè e tabacco, una pianta (quest'ultima) proveniente dal Nuovo Mondo. Stabilì la pena della scomunica per chi venisse sorpreso a fumare all'interno dei luoghi sacri; non condannò invece il consumo di caffè. Non soggiacendo alle pressioni dei suoi consiglieri, che volevano che dichiarasse il caffè una bevanda del diavolo a causa della sua popolarità tra i musulmani del Medio Oriente, egli dichiarò che: "Questa bevanda del diavolo è così buona... che dovremmo cercare di ingannarlo e battezzarlo".

### Patrono di arti e scienze
Come tanti suoi predecessori, anche Clemente VIII si circondò di personaggi illustri. Fu grande amico di san Filippo Neri, dei cardinali Roberto Bellarmino e Cesare Baronio, di personaggi come l'Antoniano, Guido Bentivoglio e Andrea Cesalpino (che fu il suo confessore), ma si lasciò pure tentare dal nepotismo: creò cardinali due nipoti, Cinzio e Pietro Aldobrandini. Fu grande patrono del letterato più famoso del tempo, Torquato Tasso, per il quale il pontefice aveva preparato l'incoronazione in Campidoglio, non avvenuta per la morte prematura del poeta.
Nel 1603 insignì del titolo di Doctor doctorum lo spagnolo Gregorio di Valencia.

### Opere realizzate a Roma
L'architetto Carlo Maderno fu l'artefice delle opere di Clemente VIII a Roma. Furono costruite la Manica Lunga, alloggio delle Guardie svizzere, la Cappella Paolina, l'Appartamento dei Principi, la Sala Regia, il Salone degli Svizzeri e la Cappella dell'Annunciazione (affrescata da Guido Reni). Sotto il suo pontificato, inoltre, fu finalmente completata la cupola della basilica di San Pietro e furono cristianizzati tutti gli obelischi di Roma, ad alcuni dei quali fu anche associata una peculiare indulgenza.
Nel Palazzo Vaticano il pontefice fece costruire la Sala del Concistoro e la Sala Clementina e, a Frascati, Villa Aldobrandini, residenza estiva del pontefice progettata da Giacomo Della Porta e completata da Carlo Maderno con i giochi d'acqua ideati da Giovanni Fontana. Fece risistemare i Giardini del Palazzo del Quirinale e vi fece edificare la Fontana dell'Organo.
Clemente VIII acquisì Castel Gandolfo: il 27 maggio 1604 lo incluse nella lista dei beni della Santa Sede non alienabili. I suoi successori fecero edificare il Palazzo Pontificio.

## Morte e sepoltura

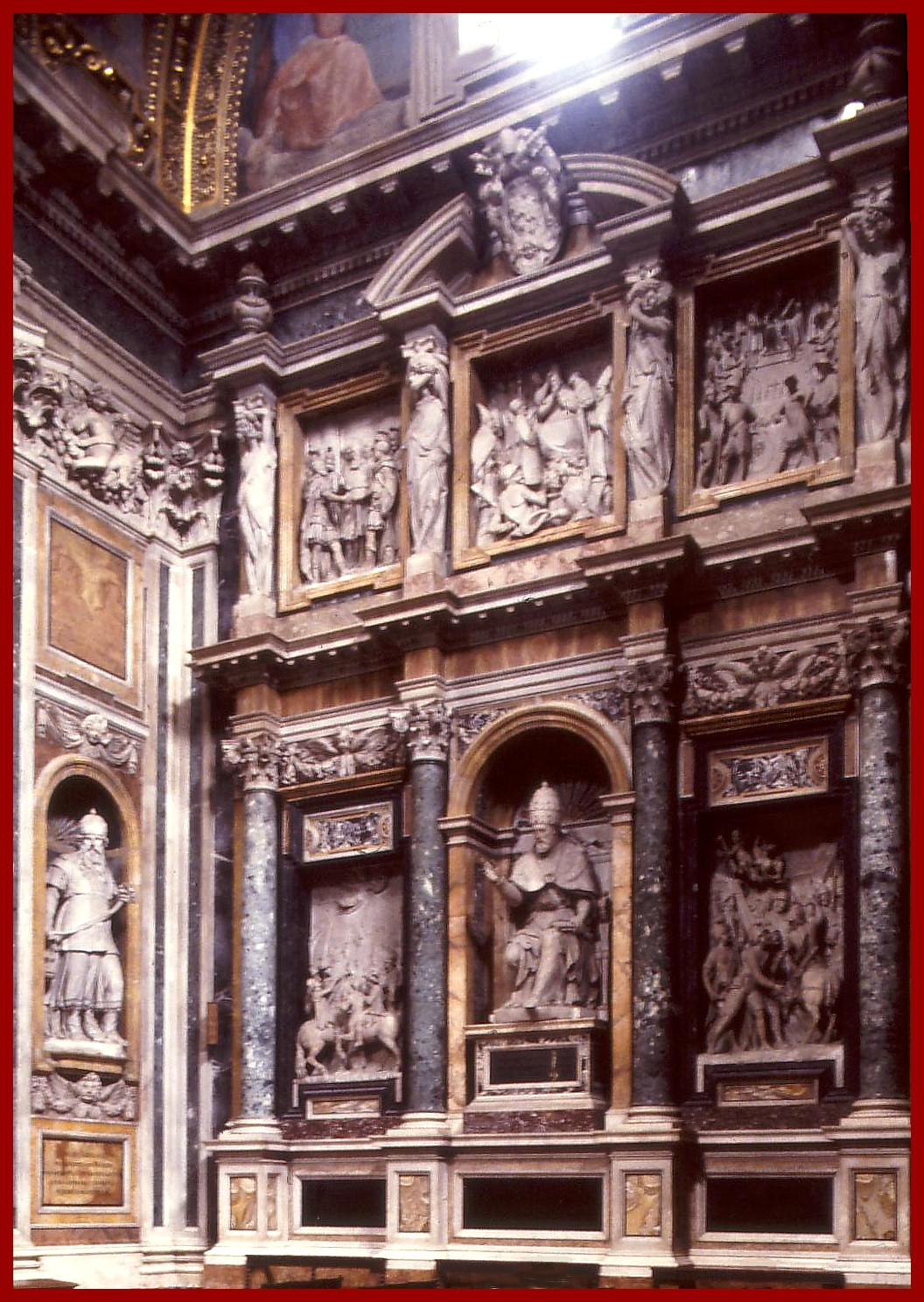
Tomba di papa Clemente VIII nella basilica di Santa Maria Maggiore

Clemente VIII morì il 3 marzo 1605 a Roma, intorno alle 5 del mattino, dopo aver sofferto di gotta per anni, e fu sepolto nella basilica di Santa Maria Maggiore.
Una sua statua in posa statica fu scolpita nel 1611 da Silla Longhi; è conservata nella Cappella Paolina della basilica di Santa Maria Maggiore. Sul lato destro è inserito un rilievo dov'è rappresentata una scena della «Santa Impresa» (autore Camillo Mariani); sull'altro è scolpita la presa di possesso di Ferrara (autore Ambrogio Bonvicino).
In sua memoria furono coniate numerose medaglie di grande bellezza.

## Clemente VIII nella storiografia
Ludovico Antonio Muratori scrisse di lui: "Morì Papa Clemente, sono morti i cinque nipoti che avevano altri due cardinali fra loro; mancarono tutti i maschi di quella casa e mancò finalmente con essi ogni successione ed insieme ogni grandezza del sangue lor proprio".
Lo storico della Chiesa John Kelly (1909-1997) lo ritrasse nel suo Dizionario Oxford dei Papi come uomo rigoroso, diligente e pio.

## Diocesi erette da Clemente VIII

### Nuove diocesi
- 15 aprile 1592 (bolla Cum Principatus Pedemontium):
  - Diocesi di Fossano (in Piemonte, il territorio fu ricavato in parte dall'arcidiocesi di Torino e in parte dalla diocesi di Asti)
- 19 luglio 1593 (bolla Super universas):
  - Diocesi di Solsona (in Spagna, il territorio fu ricavato dalle diocesi di Urgell e di Vic)
- 23 maggio 1594 (bolla Ad exequendum):
  - Diocesi di Colle di Val d'Elsa (il territorio fu ricavato dalle sedi di Volterra, Firenze, Fiesole e Siena); nel 1986 è stata unita all'arcidiocesi di Siena e alla diocesi di Montalcino
- 14 agosto 1595 (bolla Super specula militantis Ecclesiae):
  - Diocesi di Cebu, Diocesi di Cáceres e Diocesi di Nueva Segovia (nelle Filippine, il territorio delle tre diocesi fu ricavato dalla diocesi di Manila)
- 25 settembre 1595 (bolla Pro excellenti):
  - Diocesi di Valladolid (in Spagna, il suo territorio fu ricavato dalla diocesi di Palencia)
- 20 maggio 1596 (bolla Super specula):
  - Diocesi di São Salvador da Congo (comprendente il Congo e l'Angola, il territorio fu ricavato dall'arcidiocesi di São Tomé e Príncipe)
- 20 dicembre 1599:
  - Diocesi di Angamaly (in India,  comprendente parte del Malabar e del Kerala ed avente giurisdizione sui cattolici di rito caldeo e sui cattolici di rito latino); è stata soppressa nel 1838
- 25 settembre 1600 (bolla In supereminenti):
  - Diocesi di Città della Pieve (il territorio fu ricavato dalla diocesi di Chiusi); nel 1986 è stata unita all'arcidiocesi di Perugia
- 12 febbraio 1601 (bolla Super universas):
  - Diocesi di Borgo San Donnino (oggi Fidenza)
- 13 maggio 1604 (bolla Pro excellenti):
  - Diocesi di Campli (il suo territorio fu ricavato dalle diocesi di Montalto e Teramo); fu unita in persona episcopi a quella di Ortona

### Elevazione al rango di arcidiocesi
- 14 agosto 1595 (bolla Super specula militantis Ecclesiae):
  - Diocesi di Manila (nelle Filippine, elevata a sede metropolitana)

### Ripristino di sedi soppresse
- 9 febbraio 1592:
  - Diocesi di Recanati (soppressa il 17 marzo 1586); fu unita pariteticamente (aeque principaliter) alla diocesi di Loreto

### Diocesi rientrate in comunione con la Santa Sede
- 2 maggio 1594:
  - Eparchia di Luc'k e Ostrog (nella Confederazione polacco-lituana)
- 1596 (dopo l'Unione di Brest):
  - Arcieparchia di Polack, Eparchia di Chełm, Eparchia di Pinsk e Turaŭ ed Eparchia di Volodymyr-Brėst (nella Confederazione polacco-lituana)
- 15 dicembre 1596 (dopo l'Unione di Brest):
  - Arcieparchia di Kiev

### Altre decisioni
Nel 1597 il duca di Lorena Carlo III chiese al papa di modificare la giurisdizione episcopale nei suoi possedimenti. Il suo territorio era soggetto alla giurisdizione ecclesiastica di un vescovo francese (quello di Toul), ma in Lorena la lingua francese era minoritaria. Il duca propose che la capitale del ducato di Nancy diventasse sede episcopale. Clemente VIII dispose diversamente: con bolla del 15 marzo 1602 istituì la carica di Primate di Lorena, con sede a Nancy. Concesse al nuovo primate le insegne vescovili, ma senza il diritto di esercitare una giurisdizione episcopale.

## Concistori per la creazione di nuovi cardinali
Papa Clemente VIII durante il suo pontificato ha creato 53 cardinali nel corso di sei distinti concistori.

## Beatificazioni e canonizzazioni del pontificato
Clemente VIII proclamò beati due Servi di Dio e celebrò due canonizzazioni.
Il pontefice incluse nel Martirologio romano i martiri di Cardeña (duecento monaci assassinati dalle truppe musulmane omayyadi tra il IX ed il X secolo).

## Genealogia episcopale e successione apostolica
La genealogia episcopale è:
- Cardinale Guillaume d'Estouteville, O.S.B.Clun.
- Papa Sisto IV
- Papa Giulio II
- Cardinale Raffaele Riario
- Papa Leone X
- Papa Paolo III
- Cardinale Francesco Pisani
- Cardinale Alfonso Gesualdo
- Papa Clemente VIII

La successione apostolica è:
- Cardinale Federico Borromeo (1595)
- Vescovo Luigi Lollino (1596)
- Papa Paolo V (1597)
- Vescovo Bernardo del Nero, O.P. (1598)
- Vescovo Leonardo Mocenigo (1599)
- Cardinale Franz Seraph von Dietrichstein (1599)
- Cardinale Fernando Niño de Guevara (1599)
- Cardinale Pedro de Deza Manuel (1600)
- Cardinale Paolo Emilio Zacchia (1601)
- Patriarca Matteo Zane (1601)
- Cardinale Roberto Bellarmino, S.I. (1602)
- Cardinale Bonviso Bonvisi (1602)
- Cardinale Simeone Tagliavia d'Aragonia (1602)
- Cardinale Pietro Aldobrandini (1604)

## Albero genealogico
|                        |              |                         | Genitori          |  |  | Nonni |  |  | Bisnonni               |  |  | Trisnonni                 |  |
|                        |              |                         |                   |  |  |       |  |  | Silvestro Aldobrandini |  |  | Aldobrandino Aldobrandini |  |
|                        |              |                         |                   |  |  |       |  |  | Silvestro Aldobrandini |  |  | Aldobrandino Aldobrandini |  |
|                        |              | Margherita Orlandini    |                   |  |  |       |  |  | Silvestro Aldobrandini |  |  |                           |  |
| Pietro Aldobrandini    |              |                         |                   |  |  |       |  |  | Silvestro Aldobrandini |  |  |                           |  |
|                        |              | Nanna Alberti           | Bernardo Alberti  |  |  |       |  |  |                        |  |  |                           |  |
|                        |              | Nanna Alberti           | Bernardo Alberti  |  |  |       |  |  |                        |  |  |                           |  |
|                        |              | Nanna Alberti           | …                 |  |  |       |  |  |                        |  |  |                           |  |
| Silvestro Aldobrandini |              | Nanna Alberti           |                   |  |  |       |  |  |                        |  |  |                           |  |
|                        |              | Giorgio Bagliano Flatri | …                 |  |  |       |  |  |                        |  |  |                           |  |
|                        |              | Giorgio Bagliano Flatri | …                 |  |  |       |  |  |                        |  |  |                           |  |
|                        |              | Giorgio Bagliano Flatri | …                 |  |  |       |  |  |                        |  |  |                           |  |
| Lisa Bagliano Flatri   |              | Giorgio Bagliano Flatri |                   |  |  |       |  |  |                        |  |  |                           |  |
|                        |              | Caterina de' Bardi      | Antonio de' Bardi |  |  |       |  |  |                        |  |  |                           |  |
|                        |              | Caterina de' Bardi      | Antonio de' Bardi |  |  |       |  |  |                        |  |  |                           |  |
|                        |              | Caterina de' Bardi      | …                 |  |  |       |  |  |                        |  |  |                           |  |
| Clemente VIII          |              | Caterina de' Bardi      |                   |  |  |       |  |  |                        |  |  |                           |  |
|                        | Tommaso Deti | …                       |                   |  |  |       |  |  |                        |  |  |                           |  |
|                        | Tommaso Deti | …                       |                   |  |  |       |  |  |                        |  |  |                           |  |
|                        | Tommaso Deti | …                       |                   |  |  |       |  |  |                        |  |  |                           |  |
| Guido Deti             | Tommaso Deti |                         |                   |  |  |       |  |  |                        |  |  |                           |  |
|                        |              | …                       | …                 |  |  |       |  |  |                        |  |  |                           |  |
|                        |              | …                       | …                 |  |  |       |  |  |                        |  |  |                           |  |
|                        |              | …                       | …                 |  |  |       |  |  |                        |  |  |                           |  |
| Lisa Deti              |              | …                       |                   |  |  |       |  |  |                        |  |  |                           |  |
|                        |              | …                       | …                 |  |  |       |  |  |                        |  |  |                           |  |
|                        |              | …                       | …                 |  |  |       |  |  |                        |  |  |                           |  |
|                        |              | …                       | …                 |  |  |       |  |  |                        |  |  |                           |  |
| …                      |              | …                       |                   |  |  |       |  |  |                        |  |  |                           |  |
|                        |              | …                       | …                 |  |  |       |  |  |                        |  |  |                           |  |
|                        |              | …                       | …                 |  |  |       |  |  |                        |  |  |                           |  |
|                        |              | …                       | …                 |  |  |       |  |  |                        |  |  |                           |  |
|                        |              | …                       |                   |  |  |       |  |  |                        |  |  |                           |  |